# 精絕
精絕國，汉晋西域三十六国之一，為較虛弱的小國，人口三千多。精絕國土位於今民丰县尼雅河附近綠洲一帶。
史書對於精絕國的記載不多，滅亡原因也眾說紛紜，有人認為滅亡的原因是因為精絕人大肆砍伐樹木，造成水源枯竭，也有說法是受到西南方向強大部落「苏毗」的消滅。

## 記載
- 《漢書·西域傳》記載精絕國都城是精絕城，距離長安八千八百二十里，四百八十戶，人口三千三百六十，軍隊五百人。國王之下有精絕都尉、左右將、譯長各一人，地勢險阻狹窄[6][7]。精絕國位於崑崙山下，接受汉朝西域都護府的管轄。自古以來便是東西交通之要地。西漢時，丝绸之路正好經過精絕國，使得精絕國的地位更為重要。東漢末年大亂時西域掌控力消失，樓蘭吞併了精絕成其下屬。
- 精绝国消失四百年后，玄奘前往印度路过精绝国遗址《大唐西域記》寫到：“媲麽川东入沙碛，行二百余里，至尼壤城，周三四里，在大泽中，泽地热湿，难以履涉，芦草荒茂，无复途径。唯趋城路仅得通行，故往来者莫不由此城焉，而瞿萨旦那以为东境之关防也”。當地已成廢墟一片，人跡全無[8]。
- 1901年英國學者斯坦因在新疆發現精絕國尼雅遺址，發現200多片竹簡[4]，上書古代印度語言的一種「佉盧文」[9]，曾是公元前三世紀印度孔雀王朝的語言，這種古老的語言早已經消亡，極難破譯。
- 1995年10月，中日尼雅遗址学术考察队成员在新疆和田地区民丰县尼雅遗址一处精絕古墓中发现“五星出东方利中国”织锦，现收藏于新疆博物馆。为国家一级文物，中国首批禁止出国（境）展览文物[10]。

## 流行文化
- 天下霸唱的作品《鬼吹灯之精绝古城》中利用精絕為藍本創作盜墓故事[11]。

## 外部連結
[在维基数据编辑]
 《欽定古今圖書集成·方輿彙編·邊裔典·精絕部》，出自陈梦雷《古今圖書集成》